# Barygenys
Barygenys és un gènere de granotes de la família Microhylidae que es troba a Papua Nova Guinea i, possiblement també, a Indonèsia.

## Taxonomia
- Barygenys atra (Günther, 1896)
- Barygenys cheesmanae (Parker, 1936)
- Barygenys exsul (Zweifel, 1963)
- Barygenys flavigularis (Zweifel, 1972)
- Barygenys maculata (Menzies & Tyler, 1977)
- Barygenys nana (Zweifel, 1972)
- Barygenys parvula (Zweifel, 1981)